# ピンク・パンサー
ピンク・パンサー（The Pink Panther）は、1963年のアメリカ映画『ピンクの豹』を第1作とする映画シリーズ。
「クルーゾー警部」、「アニメキャラクターのピンクパンサー」、テーマ曲「ピンク・パンサーのテーマ」の3大ヒットを生み出した、20世紀後半を代表するコメディ映画の大ヒットシリーズである。製作国は第2作まではアメリカ、第3作以降はアメリカ・イギリス合作。シリーズ全作通じて監督はブレイク・エドワーズで、音楽はヘンリー・マンシーニが担当した。
第1作『ピンクの豹』はデヴィッド・ニーヴン演ずる怪盗ファントムを主人公とし、世界屈指のダイヤモンド「ピンク・パンサー」をめぐるロマンティック・コメディとして製作された。しかし、準主役であったピーター・セラーズ演ずるパリ警察のクルーゾー警部のキャラクターが好評であったため、クルーゾーを主役としてシリーズ化された。2作が製作された後、11年の空白があったが、1975年に再開。セラーズの生前に5作、没後にも3作の合計8作が製作された。2006年からはスティーヴ・マーティンがクルーゾーを演じるリブート版が製作されている。
また、オープニングのアニメーションに登場するピンク色の豹のキャラクターが人気を博し、1964年以降、実写映画とは独立したアニメーション作品が製作された。

## シリーズ作品

### オリジナル版
ブレイク・エドワーズ監督によるオリジナルシリーズは8本製作された。
- ピンクの豹 The Pink Panther（1963年）
- 暗闇でドッキリ A Shot In The Dark（1964年）
- ピンク・パンサー2 The Return of the Pink Panther（1975年）
- ピンク・パンサー3 The Pink Panther Strikes Again（1976年）
- ピンク・パンサー4 Revenge of the Pink Panther（1978年）
- ピンク・パンサーX（トレイル・オブ・ザ・ピンクパンサー） Trail of the Pink Panther（1982年）
- ピンク・パンサー5 クルーゾーは二度死ぬ Curse of the Pink Panther（1983年）※
- ピンク・パンサーの息子 Son of the Pink Panther（1993年）※

※印作品にはピーター・セラーズは出演していない。

### 番外編
バッド・ヨーキン監督、アラン・アーキン主演によるクルーゾー警部モノはシリーズの番外編とされる。
- クルーゾー警部 (映画) Inspector Clouseau（1968年）

### リブート版
ショーン・レヴィ監督、スティーブ・マーティン主演による新シリーズ（リブート版）は2本製作された。
- ピンクパンサー The Pink Panther（2006年）
- ピンクパンサー2 The Pink Panther 2（2009年）

## シリーズの歴史
ピンクパンサーシリーズは様々な要因によりその系譜は複雑である。

### 1960年代
第1作であるアメリカ映画『ピンクの豹』は1963年、デヴィッド・ニーヴン演ずる英国貴族のチャールズ・リットン卿（実は希代の怪盗ファントム）を中心に、ロバート・ワグナー、キャプシーヌ、クラウディア・カルディナーレら美男美女スター競演のロマンティック・コメディとして製作された。ピーター・セラーズが演じたパリ警察のクルーゾー警部は準主役格ではあるが、コメディリリーフの三枚目キャラクターで、最後にはファントムの罪を着せられて逮捕されてしまう引き立て役であった。原題にある「ピンク・パンサー」とは劇中に登場する薄桃色のダイヤモンドの名称である。そのダイヤをイメージしたピンク色の豹のアニメキャラクターがオープニングでテーマ曲「ピンク ・パンサーのテーマ」をバックに登場した。
しかし、このクルーゾー警部のキャラクターが大好評であったため、翌1964年にはクルーゾーを主役として第2作となる『暗闇でドッキリ』が製作された。クルーゾーがパリ警察の警部である以外は前作からの継続性はなく、登場人物も共通しないので、続編ではなくスピンオフ作品と位置付けられる。劇中に「ピンク・パンサーという名のダイヤモンド」は登場せず、テーマ曲も「ピンク・パンサーのテーマ」ではない。オープニングアニメにも「ピンクの豹のキャラクター」は登場しない。しかし、クルーゾーの上司ドレフュス（ハーバート・ロム）や使用人のケイトー（バート・クウォーク）、フランソワ刑事（アンドレ・マランヌ）ら後のシリーズのレギュラーキャストに加え、毎回役を変えて出演するグレアム・スタークも同作で初登場しており、内容面でもシリーズのスタイルは同作においてほぼ確立している。そのため、題名に「ピンク・パンサー」とは付かないが、一般にシリーズ第2作とされる。
この2作は世界的にヒットしたが、監督のエドワーズとセラーズの関係は良好ではなく、シリーズは長い空白期間を迎える。
なお、『暗闇でドッキリ』には登場しなかった「アニメキャラクターのピンクパンサー」だが、第1作において人気を得ており、1964年以降、映画やテレビでこのキャラクターを主役としたアニメーション作品が数多く製作された。
1968年にはアラン・アーキンがクルーゾーを演じた『クルーゾー警部』（上映当時の題名は『クルゾー警部』）が製作されるが、監督もブレイク・エドワーズではなく、一般にシリーズ番外編とされる。

### 1970年代
1975年、11年振りの第3作『ピンク・パンサー2』がアメリカ・イギリス合作として製作された。1970年代前半はエドワーズもセラーズも不振の時期で、共に活路を求めてのシリーズ再開であった。
『ピンク・パンサー2』は内容的に第1作の続編と位置付けられる。再び怪盗ファントム（演者はニーヴンからクリストファー・プラマーに交代）が登場、「ピンクパンサーの名を持つダイヤモンド」をめぐる物語で、テーマ曲も「ピンク・パンサーのテーマ」に戻り、それをバックに「アニメキャラクターのピンクパンサー」も再登場した。ドレフュスとケイトーらは第2作から引き続き登場している。ただし、第2作で精神に異常をきたして大量殺人を犯したはずのドレフュスは主任警部の座におり、クルーゾーの方が警部から降格されている。
翌1976年の第4作『ピンク・パンサー3』はほぼ完全な『ピンク・パンサー2』の続編。テーマ曲「ピンク・パンサーのテーマ」、「アニメキャラクターのピンクパンサー」も前作同様に登場する。しかし、「ピンクパンサーという名のダイヤモンド」は登場せず、題名と内容が無関係となった。同作はドレフュスを演じるハーバート・ロムが活躍する、ドタバタとパロディに徹した娯楽大作である。
1978年の第5作『ピンク・パンサー4』は前作の続編であるが、ドレフュスの位置付けが前作とは繋がらない。同作ではバート・クウォーク演ずるケイトーがクルーゾーの助手として活躍する。ケイトーはクルーゾーの「助手」と紹介される事が多いが、過去3度の登場ではあくまでクルーゾー宅の使用人であり、捜査の助手を務めるのは同作が最初で最後である。『2』冒頭では巡査に降格されていたクルーゾーだが、幸運に恵まれて次々と手柄を立てて主任警部に昇進、『4』では2度の勲章も受け、名警部として世界に知られるようになっていた。
エドワーズとセラーズの関係は再開後も良好ではなかったが、作品はコメディ映画の人気シリーズとしてヒットを続けた。

### セラーズ死後
マンネリが指摘される面もあったが好調にシリーズが続き、次回作として『Romance of the Pink Panther 』が企画されるも、1980年にピーター・セラーズが心臓発作のため、54歳で急死する。
その後、1982年に第6作『ピンク・パンサーX』（日本劇場未公開）がセラーズ追悼作として製作される。未発表シーンも含む過去のセラーズの出演場面に新撮分を加えた総集編的作品であった。同作でクルーゾーは海外での捜査中に行方不明となって終わっている。
その続編の位置付けで1983年に公開されたのが第7作『ピンク・パンサー5 クルーゾーは二度死ぬ』である。撮影は『X』と並行して行われた。同作はコンピューターで選ばれたアメリカのスレイ刑事（テッド・ワス）が行方不明のクルーゾーの捜査を任される内容。クルーゾーは整形手術を受けて別人となり、チャンドラ伯爵夫人と暮らしている事になっている。また、クルーゾーもセラーズからロジャー・ムーアに変更された。『X』と『5』には第1作『ピンクの豹』以来となるニーヴン、ワグナー（『5』のみ）、キャプシーヌが同じ役で出演した。そのニーヴンも同作を遺作として1983年に死去した。
1993年には10年振りの第8作となる『ピンク・パンサーの息子』が製作された。クルーゾーに隠し子ジャック・ガンブレリ巡査（ロベルト・ベニーニ）がいたという設定で、警官となったジャックの活躍を描いている。その母親役で第1作以来のクラウディア・カルディナーレが出演したが、役柄は第1作のダーラ王女ではなく、第2作『暗闇でドッキリ』でエルケ・ソマーが演じたヒロインと同名のマリア・ガンブレリであった。ドレフュス、ケイトーも登場、スタークも出演した。フランソワ刑事はマランヌが1991年に引退したため、ダーモット・クローリーが演じている。

### リブート版
シリーズのリブート版として、2006年にスティーブ・マーティンがクルーゾーを演じた新作『ピンクパンサー』が公開された。2009年には第2作『ピンクパンサー2』が公開されている。

## 主なキャスト
| キャラクター         | ピンクの豹           | 暗闇でドッキリ     | ピンク・パンサー2        | ピンク・パンサー3  | ピンク・パンサー4  | ピンク・パンサーX    | ピンク・パンサー5    | ピンク・パンサーの息子     | ピンクパンサー         | ピンクパンサー2        |
| -------------------- | -------------------- | ------------------ | ------------------------ | ------------------ | ------------------ | -------------------- | -------------------- | -------------------------- | ---------------------- | ---------------------- |
| クルーゾー警部       | ピーター・セラーズ   | ピーター・セラーズ | ピーター・セラーズ       | ピーター・セラーズ | ピーター・セラーズ | ピーター・セラーズ   | ロジャー・ムーア     | ピーター・セラーズ（写真） | スティーヴ・マーティン | スティーヴ・マーティン |
| リットン卿           | デヴィッド・ニーヴン |                    | クリストファー・プラマー |                    |                    | デヴィッド・ニーヴン | デヴィッド・ニーヴン |                            |                        |                        |
| ドレフュス主任警部   |                      | ハーバート・ロム   | ハーバート・ロム         | ハーバート・ロム   | ハーバート・ロム   | ハーバート・ロム     | ハーバート・ロム     | ハーバート・ロム           | ケヴィン・クライン     | ジョン・クリーズ       |
| ケイトー             |                      | バート・クウォーク | バート・クウォーク       | バート・クウォーク | バート・クウォーク | バート・クウォーク   | バート・クウォーク   | バート・クウォーク         |                        |                        |
| エルキュール刑事ほか |                      | グレアム・スターク | グレアム・スターク       | グレアム・スターク | グレアム・スターク | グレアム・スターク   | グレアム・スターク   | グレアム・スターク         |                        |                        |
| フランソワ刑事       |                      | アンドレ・マランヌ | アンドレ・マランヌ       | アンドレ・マランヌ | アンドレ・マランヌ | アンドレ・マランヌ   | アンドレ・マランヌ   | ダーモット・クローリー     |                        |                        |
| スレイ刑事           |                      |                    |                          |                    |                    |                      | テッド・ワス         |                            |                        |                        |
| ガンブレリ巡査       |                      |                    |                          |                    |                    |                      |                      | ロベルト・ベニーニ         |                        |                        |
| ポントン             |                      |                    |                          |                    |                    |                      |                      |                            | ジャン・レノ           | ジャン・レノ           |
| ニコル               |                      |                    |                          |                    |                    |                      |                      |                            | エミリー・モーティマー | エミリー・モーティマー |

## ピンク・パンサーのテーマ
「ピンク・パンサーのテーマ（The Pink Panther Theme）」は、映画「ピンク・パンサー」シリーズのテーマ曲。作曲：ヘンリー・マンシーニ、演奏：ヘンリー・マンシーニ楽団。